# Nagod
Nagod – staropolskie imię męskie. Imię to składa się z dwóch członów: na ("na") oraz -god (goditi - "robić coś w stosownym czasie, dopasowywać, czynić odpowiednim"). Mogło ono oznaczać "ten, który pojawił się w stosownym czasie".